# 迪奧林國家公園
16°22′N 16°23′W / 16.367°N 16.383°W

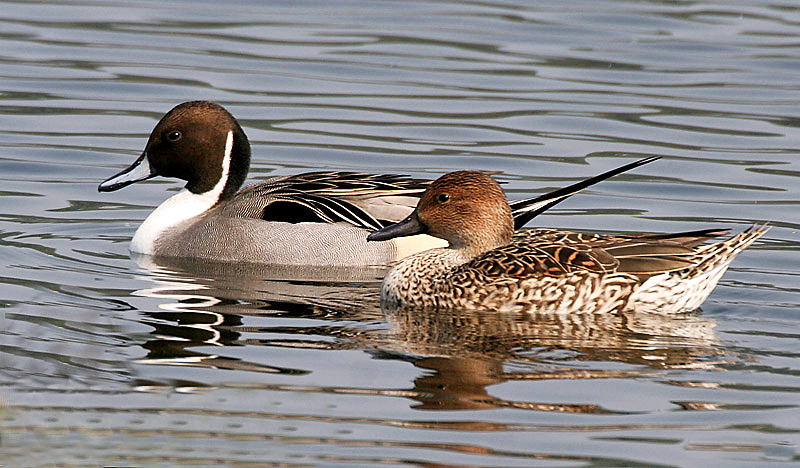

迪奧林國家公園是毛里塔尼亞的國家公園，位於該國西南部特拉扎省，面積156平方公里，始建於1991年，有鵜鶘、黑鸛、紅鸛等超過220種鳥類棲息。